# Residenze imperiali giapponesi
Questa è una lista delle residenze imperiali occupate dalla famiglia imperiale giapponese. 
Alcuni sono palazzi imperiali ufficiali; altri sono usati come residenze private. 
Alcuni dei palazzi e delle ville imperiali godono di protezione legale come il Palazzo Tōgū, che è un tesoro nazionale o il palazzo di Heijō, che è un sito storico speciale ed è stato inserito nell'elenco dei monumenti storici dell'antica città di Nara, patrimonio dell'umanità dell'UNESCO.
Le residenze imperiali occupate sono curate e mantenute dall'Agenzia della Casa Imperiale. Gli ex palazzi o siti sono sotto l'amministrazione di vari ministeri o autorità locali.

## Patrimonio

### Utilizzati dalla famiglia imperiale
- All'interno della tenuta del Palazzo imperiale di Tokyo: 
  - Palazzo Fukiage. Residenza dell'attuale Imperatore Naruhito e dell'Imperatrice Masako. Fu denominato Palazzo Fukiage Ōmiya (吹上大宮御所?, Fukiage Ōmiya-gosho), quando fu la residenza dell'Imperatrice Kōjun, dalla morte del marito nel 1989 fino alla sua morte nel 2000. In conformità con le convenzioni di denominazione imperiali, è stato ribattezzato Palazzo Fukiage Sento (吹上仙洞御所?, Fukiage Sentō Gosho) quando Akihito ha abdicato il 30 aprile 2019. Akihito ha lasciato il palazzo il 31 marzo 2020. Naruhito vi si è trasferito a settembre 2021. Quando l'imperatore vi risiede, è semplicemente indicato come il Palazzo Imperiale (御所?, Gosho).[1]
- All'interno della tenuta Akasaka, ad Akasaka: 
  - Palazzo Akasaka. Residenza di Akihito e dell'Imperatrice Michiko.[2] Fu denominato semplicemente Palazzo Ōmiya (大宮御所?) quando fu residenza dell'imperatrice Teimei, vedova dell'Imperatore Yoshihito. Dopo la sua morte nel 1951 divenne la residenza del principe ereditario (che quindi iniziò ad essere chiamato Palazzo Tōgū). Da quando Naruhito è diventato Imperatore, fino al trasferimento nel settembre 2021, il palazzo ha assunto il titolo Palazzo Imperiale (御所?, Gosho). Quando l'imperatore emerito vi si è trasferito nell'aprile 2022 il Palazzo Akasaka ha assunto il nome di Palazzo Imperiale Sentō (仙洞御所?).
  - Palazzo Aoyama. Residenza del Principe della Corona Fumihito e di Kiko, principessa Akishino.[2][3]
  - Residenza imperiale di Takanawa. Utilizzato come luogo per cerimonie, incontri sociali e funerali. È stata la residenza temporanea dell'Imperatore Emerito Akihito dal marzo 2020 fino all'aprile 2022. In questa occasione il nome è stato, temporaneamente, cambiato in Palazzo Imperiale Temporaneo Sentō (仙洞仮御所?, Sento Kari Gosho).[2][4]
  - Nella tenuta Akasaka risiedono inoltre altri membri della famiglia imperiale come Yuriko, principessa Mikasa, Nobuko, principessa Tomohito di Mikasa e Hisako, principessa Takamado.
- Residenza imperiale Higashi, a Tokyo. Residenza di Masahito, principe Hitachi e di Hanako, principessa Hitachi.
- Villa imperiale di Nasu.
- Villa imperiale di Katsura, a Kyoto.
- Villa imperiale di Suzaki, nella prefettura di Shizuoka.

### Aperti al pubblico
- Palazzo imperiale di Kyōto, a Kyoto.